# スカイフック理論
スカイフック理論（スカイフックりろん）とは、物体を、もしも空中を走る架空の線に宙づり（スカイフック）の状態にして移動させることができれば常に安定した姿勢を保つことができるという理論であり、アクティブサスペンションの基本となる理論である。
通常のダンパ・ばねによるサスペンションでは、車体はダンパ・ばねを経て地面と接触するが（図1）、スカイフック理論によって達成させたい状態は、地面とはばねで、架空の線とはダンパ（スカイフックダンパ）で接続された状態である（図2）。理論上、スカイフックダンパの係数が無限大となった場合、架空の線に固定された状態となり全く揺れなくなる。
実際に架空の線が存在するわけではないので、車体上に設置した加速度センサを基にしてまったく振動しない架空の線（加速度＝0）を算出し、スカイフックモデル（図2）とつじつまが合うようにアクチュエータの駆動力を制御してやるというものである（図3）。力学的要素が線形ばねと線形ダンパのみで構成できることから、複雑な演算を必要としない。
|                        |                        |                              |
| 図1 通常サスペンション | 図2 スカイフックモデル | 図3 アクティブサスペンション |